# Meranda susialis
Meranda susialis är en fjärilsart som beskrevs av Walker 1859. Meranda susialis ingår i släktet Meranda och familjen nattflyn. Inga underarter finns listade i Catalogue of Life.

## Bildgalleri

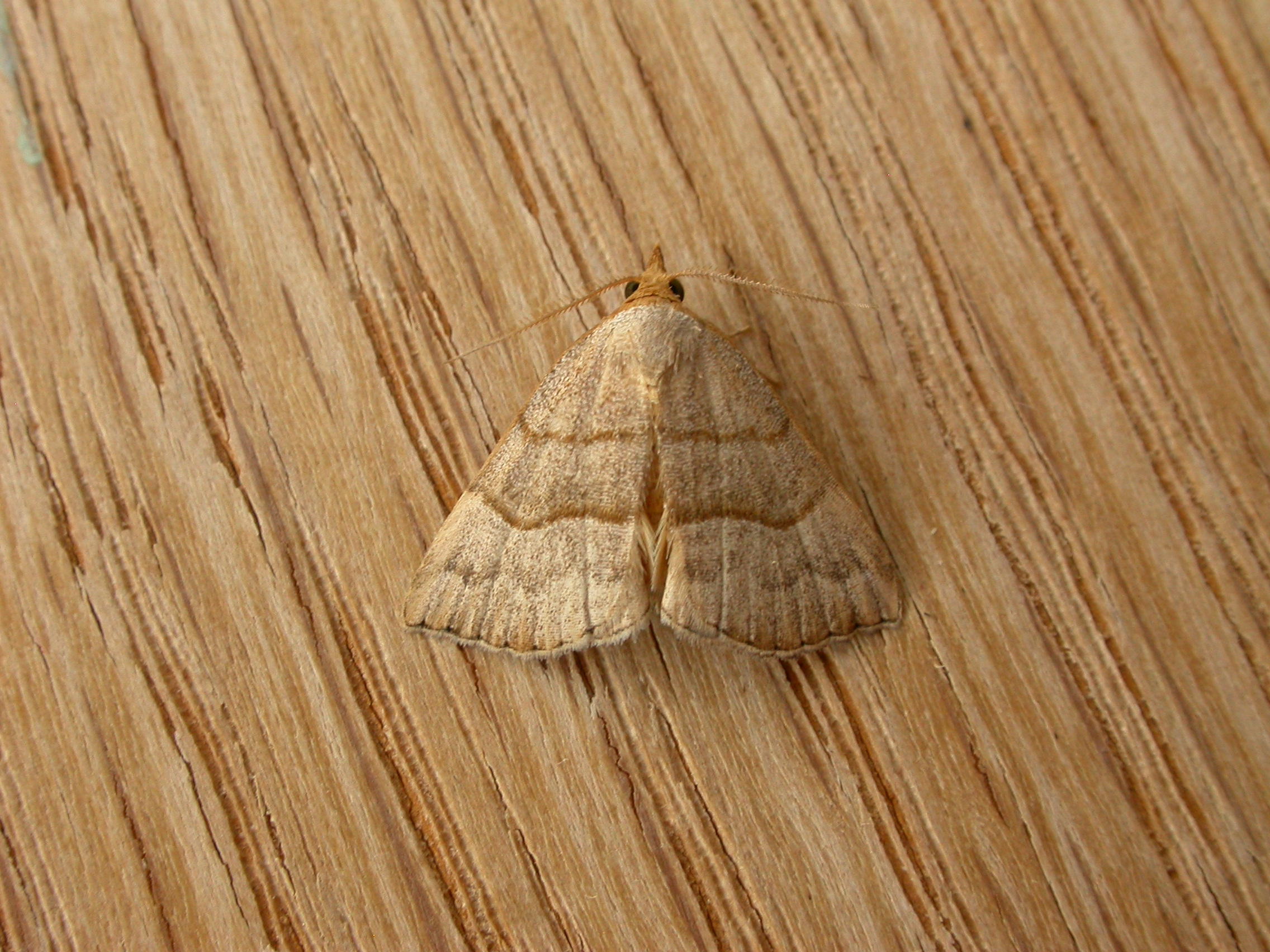